# 佩尔图瓦地区萨沃尼耶尔
佩尔图瓦地区萨沃尼埃（法語：Savonnières-en-Perthois）是法国默兹省的一个市镇，属于巴莱迪克区（Bar-le-Duc）昂塞尔维尔县（Ancerville）。该市镇总面积10.07平方公里，2009年时的人口为469人。

## 人口
佩尔图瓦地区萨沃尼埃人口变化图示